# Dioxyna
Dioxyna is een geslacht van insecten uit de familie van de Boorvliegen (Tephritidae), die tot de orde tweevleugeligen (Diptera) behoort.

## Soorten
- D. bidentis: Tandzaadboorvlieg (Robineau-Desvoidy, 1830)
- D. sororcula (Wiedemann, 1830)
- D. thomae (Curran, 1928)